# Abashiri
Abashiri (jap. 網走市 Abashiri-shi) – miasto w Japonii nad Morzem Ochockim, w północno-wschodniej części wyspy Hokkaido, w  podprefekturze Ohōtsuku. Miasto ma powierzchnię 471,00 km². W 2020 r. mieszkało w nim 35 759 osób, w 17 193 gospodarstwach domowych  (w 2010 r. 40 998 osób, w 18 064 gospodarstwach domowych) . 
W mieście znajduje się port rybacki aktywny od początku XIX wieku. Port jest zamknięty w okresie od stycznia do marca z powodu zagrożenia wynikającego z obecności gór lodowych. Głównie występują połowy krabów, łososi, a także do niedawna wielorybów. W pobliżu Abashiri znajduje się stanowisko archeologiczne Moyoro z okresu Jōmon. W mieście rozwinął się przemysł rybny oraz drzewny)
Miasto wyróżnia się najsuchszym klimatem w Japonii. 
| Miesiąc                                                                  | Sty   | Lut   | Mar  | Kwi  | Maj  | Cze  | Lip  | Sie   | Wrz  | Paź  | Lis  | Gru  | Roczna |
| ------------------------------------------------------------------------ | ----- | ----- | ---- | ---- | ---- | ---- | ---- | ----- | ---- | ---- | ---- | ---- | ------ |
| Średnie temperatury w dzień [°C]                                         | -3.2  | -3.6  | 0.8  | 8.5  | 14.3 | 16.9 | 21.0 | 22.8  | 19.8 | 14.2 | 6.8  | 0.7  | 9,92   |
| Średnie dobowe temperatury [°C]                                          | -6.5  | -7.2  | -2.7 | 4.1  | 9.4  | 12.8 | 17.1 | 19.1  | 15.7 | 10.0 | 3.2  | -2.5 | 6,04   |
| Średnie temperatury w nocy [°C]                                          | -10.3 | -11.4 | -6.4 | 0.2  | 5.3  | 9.3  | 13.9 | 16.0  | 12.2 | 6.1  | -0.3 | -5.9 | 2,39   |
| Opady [mm]                                                               | 65.0  | 33.1  | 57.7 | 50.0 | 75.5 | 63.6 | 76.4 | 104.0 | 97.1 | 77.8 | 63.9 | 51.3 | 67,95  |
| Opady śniegu [cm]                                                        | 86    | 42    | 45   | 19   | 1    | 0    | 0    | 0     | 0    | 0    | 16   | 50   | 21,58  |
| Wilgotność [%]                                                           | 75    | 76    | 74   | 70   | 73   | 81   | 84   | 84    | 78   | 71   | 70   | 71   | 75,58  |
| Źródło: Climate, Global Warming, and Daylight Charts and Data 2016-07-21 |       |       |      |      |      |      |      |       |      |      |      |      |        |